# The Communards
The Communards was een Britse popgroep geformeerd door Jimmy Somerville (ex Bronski Beat) en Richard Coles. De groep scoorde in 1986 een wereldhit met Don't leave me this way, dat in onder meer Groot-Brittannië en Nederland een nummer 1-hit werd, een cover van een nummer van Harold Melvin & the Blue Notes.
Aanvankelijk wilde de groep de naam Body Politic aannemen, maar er bleek al een popgroep te zijn met deze naam. Daarom kozen Somerville en Coles voor The Communards, naar de Parijse commune uit 1871.
In 1988 werden The Communards opgeheven. Richard Coles werd journalist en later anglicaanse pastor in Finedon. Jimmy Somerville begon een solocarrière.

## Discografie

### Albums
| Album met eventuele hitnotering(en) in de Nederlandse Album Top 100 | Datum van verschijnen | Datum van binnenkomst | Hoogste positie | Aantal weken | Opmerkingen |
| ------------------------------------------------------------------- | --------------------- | --------------------- | --------------- | ------------ | ----------- |
| Communards                                                          | 1986                  | 25-10-1986            | 5               | 25           |             |
| Red                                                                 | 1987                  | 24-10-1987            | 47              | 16           |             |

### Singles
| Single met eventuele hitnotering(en) in de Nederlandse Top 40 | Datum van verschijnen | Datum van binnenkomst | Hoogste positie | Aantal weken | Opmerkingen |
| ------------------------------------------------------------- | --------------------- | --------------------- | --------------- | ------------ | ----------- |
| Disenchanted                                                  | 1986                  | 14-06-1986            | tip16           | -            |             |
| Don't Leave Me This Way                                       | 1986                  | 04-10-1986            | 1(5wk)          | 15           | Alarmschijf |
| So Cold the Night                                             | 1987                  | 10-01-1987            | 11              | 7            |             |
| You Are My World                                              | 1987                  | 04-04-1987            | 24              | 4            |             |
| Tomorrow                                                      | 1987                  | 03-10-1987            | 32              | 3            |             |
| Never Can Say Goodbye                                         | 1987                  | 28-11-1987            | 3               | 9            |             |

| Single met hitnotering(en) in de Vlaamse Ultratop 50 | Datum van verschijnen | Datum van binnenkomst | Hoogste positie | Aantal weken | Opmerkingen |
| ---------------------------------------------------- | --------------------- | --------------------- | --------------- | ------------ | ----------- |
| Don't Leave Me This Way                              | 1986                  | 27-09-1986            | 1               | 19           |             |
| So Cold the Night                                    | 1987                  | 03-01-1987            | 7               | 10           |             |
| You Are My World                                     | 1987                  | 28-03-1987            | 31              | 3            |             |
| Tomorrow                                             | 1987                  | 03-10-1987            | 31              | 2            |             |
| Never Can Say Goodbye                                | 1987                  | 28-11-1987            | 4               | 12           |             |
| For a Friend                                         | 1988                  | 12-03-1988            | 29              | 1            |             |

### NPO Radio 2 Top 2000
| Nummer met noteringen in de NPO Radio 2 Top 2000 | '99 | '00 | '01 | '02 | '03  | '04  | '05  | '06  | '07  | '08  | '09  | '10  | '11  | '12  | '13  | '14  | '15  | '16  | '17  | '18  | '19  | '20  | '21  | '22  | '23  | '24  |
| ------------------------------------------------ | --- | --- | --- | --- | ---- | ---- | ---- | ---- | ---- | ---- | ---- | ---- | ---- | ---- | ---- | ---- | ---- | ---- | ---- | ---- | ---- | ---- | ---- | ---- | ---- | ---- |
| Don't leave me this way (met Sarah Jane Morris)  | 657 | 853 | 951 | 845 | 1270 | 1988 | 1345 | 1650 | 1789 | 1535 | 1804 | 1828 | 1917 | 1894 | 1503 | 1291 | 1467 | 1366 | 1340 | 1703 | 1408 | 1306 | 1492 | 1345 | 1384 | 1319 |

1. ↑  Een vetgedrukt getal geeft de hoogste notering aan.